# 江華島事件

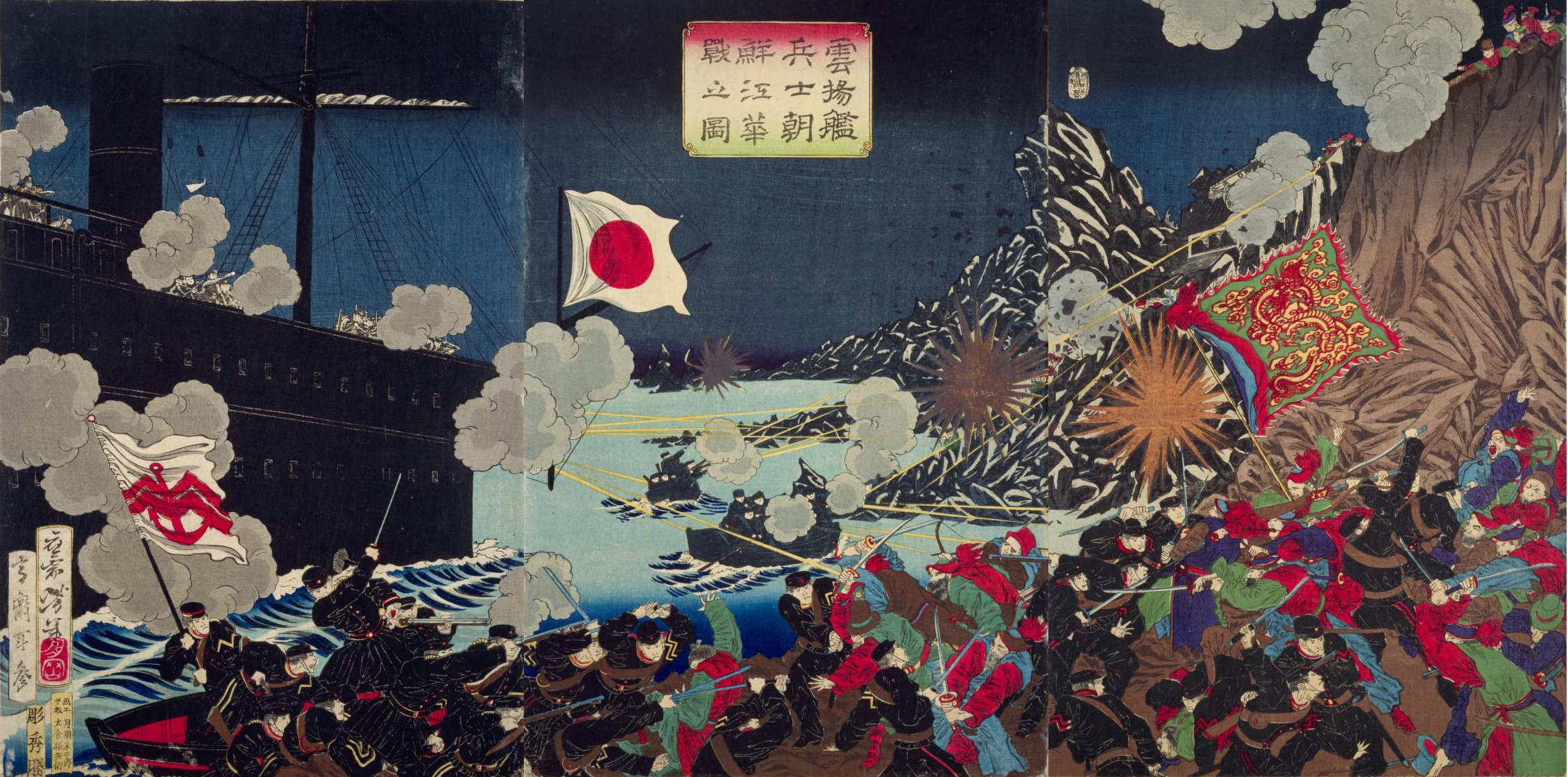
雲揚号兵士朝鮮江華戦之図（木版画　想像図）

江華島事件（こうかとうじけん、カンファドじけん）は、1875年（明治8年）9月20日に朝鮮の首府漢城の北西岸、漢江の河口に位置する江華島(現仁川広域市江華郡)付近において日本と朝鮮の間で起こった武力衝突事件である。朝鮮西岸海域を測量中の日本の軍艦雲揚号が、江華島、永宗島砲台と交戦した。日本側の軍艦の名を取って雲揚号事件（うんようごうじけん）とも呼ばれる。日朝修好条規締結の契機となった。

## 背景
明治新政府が成立した日本は1868年（明治元年）12月19日、新政権樹立の通告と条約に基礎づけられた近代的な国際関係の樹立を求める国書を持つ使者を、かねてから日本と国交のあった李氏朝鮮政府に送った。しかし大院君のもとで攘夷を掲げる朝鮮政府は、西洋化を進める明治政府を訝しみ、冊封体制下では中華王朝の皇帝にのみ許される称号である「皇」、中華皇帝の詔勅を意味する「勅」の文字が入っていることなどを理由に国書の受け取りを拒否した。日本はその後何度も国書を送ったが、朝鮮側はその都度受け取りを拒否し、日朝外交の膠着が始まった（書契問題）。
書契問題が膠着するなか、朝廷直交を実現すべく朝鮮外交の権限を外務省に一元化し、対馬宗氏を除外して皇使を派遣すべきだとの意見が維新政府内に強まった。その前提として調査目的に佐田白茅らが派遣されたが、彼は帰国ののち1870年（明治3年）「30大隊をもって朝鮮を攻撃すべきだ」という征韓の建白書を提出する。
局面の打開のため、外務省は対馬宗氏を通して朝鮮外交の一本化を進める宗氏派遣計画（1871年（明治4年）2月）や柳原前光の清国派遣（1871年（明治4年）8月政府等対論）など複数の手立てを講じ、同年9月13日には清国と日清修好条規が締結されるにおよんだ。
しかしながら、1871年（明治4年）4月にアメリカ艦隊が江華島の砲台を占領、朝鮮側がこれを奪還する事態が生じ（辛未洋擾）、朝鮮が攘夷の意思を強めていたこともあって交渉は進展しなかった。1871年（明治4年）の末からは岩倉使節団が西欧に派遣されることとなり、国政・外交に関する重要な案件は1873年（明治6年）秋まで事実上の棚上げとなった。
1872年（明治5年）5月には外務省官吏・相良正樹は、交渉が進展しない事にしびれを切らし、それまで外出を禁じられていた草梁倭館（対馬藩の朝鮮駐在事務所）を出て、東萊府へ出向き、府使との会見を求めた（倭館欄出）。
同年9月、それまで対馬藩が管理していた草梁倭館を大日本公館と改名し外務省に直接管理させることにした。これは草梁倭館は、朝鮮政府が対馬藩の為に建て使用を認めた施設だったこと、対馬藩は日本と朝鮮の間の交渉窓口の立場にあったからである。この日本側の措置に東莱府使は激怒して、10月には大日本公館への食糧等の供給を停止、日本人商人による貿易活動の停止を行った。
1873年（明治6年）には5月31日付けの広津報告を受け朝鮮への使節派遣が閣議に付された。この際、明治初年以来の日朝交渉が朝鮮側の拒絶により行き詰まっていること、倭館の館門に掲示された伝令書が日本を侮辱していることを強調し、出師を前提に「陸軍若干軍艦幾隻」派遣すべく協議を求めるものであった（征韓論）。

## 事件経緯と詳細

### 事件発生までの背景
1872年（明治5年）9月対馬藩と交替するために朝鮮入りした花房義質が、春日丸に乗ってきたことから、日本を西欧勢同様、衛正斥邪の対象として、前述のように食糧の供給を停止した。大院君は、「日本人は何故蒸気船で来て、洋服を着ているのか。そのような行為は華夷秩序を乱す行為である」と非難し、交渉が暗礁に乗り上げると、日本では朝鮮出兵を求める征韓論争など出兵問題が政治問題化するようになる。征韓論争は明治六年政変によって「延期」（「中止」ではない）と決まったが、その後の台湾出兵の発生と大院君失脚の報によって征韓論の勢いが弱まったために、明治政府は政府間交渉をして相手の状況をみることとした。
1875年（明治8年）、釜山に於いて、東萊府と森山茂理事官との間で初めての政府間交渉が持たれた。しかし宴饗の儀における日本大使の大礼服着用（服制問題）と、同大使が宴饗大庁門を通過することについて、東莱府が承認しないなどのため紛糾、さらに朝鮮政府の中央では大院君の支持者が交渉中止を求めたために議論が紛糾し、東莱府も確実な回答を日本側に伝えることが不可能となっていた。
膠着した協議を有利に進展させるため、日本側交渉担当者（理事官である森山と副官である廣津）から測量や航路研究を名目とし、朝鮮近海に軍艦を派遣して声援（圧力）を加える案が提出されたが、太政大臣三条実美は外務卿寺島宗則が対朝鮮交渉の指令案をより譲歩的なものに修正していたこともあってこれを批判。しかし海軍大輔川村純義の建議もあって、「雲揚」「第二丁卯」の2隻の軍艦が朝鮮沿岸へと極秘裏（征韓論者の反撃を惧れて）に派遣されることになった。
5月25日に雲揚、6月12日に第二丁卯が釜山草梁へと入港すると朝鮮側は突然の軍艦の来航に懸念を表明したが、日本側は「交渉の停滞を懸念して自分（森山）を督促するために派遣されたのだ」と説明。さらに軍艦への乗船視察を求めた朝鮮側官吏のために歓迎式典を行い、筒払いのために空砲を打つが驚かないよう事前通達をした上で実際に空砲を打ってみせた。朝鮮側官吏は「我国ニ於イテモ、何ゾ１、２ノ軍艦ヲ恐ルルニ非レドモ」とした上で軍艦が来ても心労しないよう日本側が求めた際に心配することもされることもないと回答。よって圧力としての交渉の進展に寄与することは無く、日朝交渉は森山たちの帰国という形で一旦打ち切られることになった（軍艦の来航に関する日朝談判の内容については『朝鮮理事誌』5月25日以降の記事に詳しい）。
こうして交渉支援を終えた2隻は、名目上の任務である朝鮮沿岸の測量へと出発した。雲揚は6月20日に釜山草梁を出港、同月29日までに朝鮮東岸部を測量し、一旦釜山に帰港している。その際、咸鏡道永興沖において民家の火事を発見して非常措置として上陸し鎮火に協力したり、慶尚道迎日湾においては3士官が薪水を求めて上陸、無断であったので朝鮮側の尋問を受け弁明はしたが、意が通じないため、已む無く雲揚艦に引き返す。その際、慶州県令の来艦を請う。しかし、尋問のために乗船してきたのは慶州県の次官で、同次官から筆談で贈物（酒）を要求され、艦長の井上良馨が激怒。不当行為を糾問するため再度士官以下数名の兵を上陸させ、慶州県令に直談判して謝罪させるといったような出来事があったらしいが、大きな外交問題にはならなかった。
その後雲揚は対馬近海の測量を行いながら一旦長崎に帰港するが、9月に入って改めて清国牛荘（遼寧省営口市）までの航路研究を命じられて出港。その航行の途中、9月20日に首府漢城に近い月尾島沿いに投錨。端艇を下ろして江華島に接近したところ島に設置されていた砲台から砲撃を受けて交戦状態となった。

### 二つの上申書と戦闘の詳細

#### 10月8日付の上申書
艦長の井上良馨による10月8日付の上申書によると、1875年（明治8年）9月20日、雲揚が清国牛荘へむけて航海中、飲料水の欠乏により探水のため贅月尾島沿いへ仮泊、翌21日やや移動して永宗城の上に鷹島を北西に望む位置に投錨する。同位置から探水或いは請水のために自ら端艇に乗りこみ、江華島に向かっている途中（同島南東端の草芝鎮沖にさしかかった際に）島に設置された砲台から突如砲撃を受けたので、急ぎ雲揚へ帰艦した。すでに本艦は号砲による警告暗令に応じるかたちで日本国旗を掲げており、ただちに反撃砲撃を開始し江華島砲台を破壊。どうして砲撃を行ったのか尋問するために永宗城島の要塞を占領した、云々と説明されている。

#### 9月29日付の上申書
この公式報告書は日朝間の交戦がまるで一日の間に起こったかの如く誤解（実際には3日間）させるような記述がなされている他、地名の誤りなどが散見されるため史料の信頼性には疑義が指摘されていたが、最近になって発見された事件から9日後に作成された9月29日付の上申書によれば、江華島方面へサリー河を端艇で遡った動機部分が測量及び諸事検捜、且つ当国官吏へ面会し万事尋問するために、と10月の上申書の記述とは差異があるが、給水は朝鮮側の役人と接触して行われていたこともあり、また9月24日に「午前呑水ヲ積ミ」との報告もあるため、探水或いは請水のためと同意である。記録としては、一続きの事件として記述し、時間経過があやふやな10月の上申書に対し、砲撃事件が発生するまでの経緯説明の点、端艇で江華島の陣営近くまで遡航し、さらに奥（漢江方面）へと進もうとして砲台から砲撃されたと事件発生時までの状況がより詳しく記されているため、9月の上申書は時系列を明確にしたうえで報告内容もより詳細である。ただし、冒頭にて「此段不取敢致御届候也（取り敢えずの報告致す）」との記述や本文中に井上自身のことを本来なら「本官」と記すところ「井上少佐」と記している点から本人以外の報告であったと考えられる。

#### 戦闘の詳細
二つの上申書の差異は先に述べたようなものであるが、以下では基本的に9月29日付の上申書の時系列に添って戦闘の詳細を解説する。
【9月19日】 ─ 停泊投錨 ─
- 午後04時32分　サリー河北緯37度31分59秒 東経126度35分22秒 / 北緯37.533075度 東経126.589365度口リエンチョン島（永宗島）の東端に永宗城北緯37度29分26秒 東経126度34分45秒 / 北緯37.49066度 東経126.579237度（第一砲台）を視認し、贅月尾島北緯37度27分44秒 東経126度36分02秒 / 北緯37.462289度 東経126.60048度沿いに投錨。

【9月20日】 ─ 事件発生 ─
- 午前08時30分　同所抜錨。
- 午前10時00分　やや移動し永宗城の上に鷹島北緯37度31分40秒 東経126度34分35秒 / 北緯37.527834度 東経126.576319度を北西に望む位置に再投錨。
- 午後01時40分　同位置から端艇[注釈 11]（井上艦長以下20名）を乗り出しサリー河を遡航して江華島に向け進む[注釈 12][注釈 13]。

- 午後04時07分　一小島（南東端に白壁の砲台、即ち項山島北緯37度37分19秒 東経126度32分29秒 / 北緯37.621982度 東経126.541386度の第二砲台）前を通過。
- 午後04時22分　第三砲台前（草芝鎮北緯37度37分58秒 東経126度31分56秒 / 北緯37.632739度 東経126.532245度）に至る。日もまだ高かった[注釈 14]ので帰路同鎮に上陸し立ち寄ろうと思い、更にサリー河を遡る。
- 午後04時30分　同砲台営門前を端艇で通過しようとした時、突然大小砲にて砲撃される。持参の小銃にて応戦する。
- 午後04時57分　益なしと判断し、発砲応戦を停止して一先ず雲揚への帰艦に決す。
- 午後09時00分　全員無事にて本艦に帰る。

【9月21日】 ─ 第三、第二砲台への攻撃 ─
- 午前08時00分　（雲揚の）檣上に御国旗を掲げる。
- 午前08時30分　昨日の第三砲台による砲撃行為を問責するため抜錨し第三砲台に向かう。
- 午前10時20分　第二砲台前を通過。
- 午前10時42分　第三砲台前に至る。遠浅で潮流も激しくかつ暗礁があって同砲台に接近できず。已むを得ず同砲台から拾六町の所に投錨。直ちに照準合わせの試射、八分後に同砲台からも応砲あり。第三砲台の胸墻の破却を視認す。
- 午前12時40分  遠く撃ち合っていても埒が明かないため上陸戦を企図するも、同砲台周辺は海流が複雑な上、上陸には不適の地形であったので陸戦を断念。ある程度同砲台を破壊した上で砲撃を止める。約2時間の砲撃戦で艦、人員に損傷なし。
- 午前12時56分  同所抜錨。
- 午後01時15分　第二砲台下に投錨、昼食をとる。
- 午後02時40分　第二砲台に上陸し、陣地を焼払う。
- 午後06時10分　同所抜錨。
- 午後07時33分　再び鷹島の南に投錨。

【9月22日】 ─ 第一砲台（永宗城）への攻撃と占拠 ─
- 午前05時55分　同所抜錨。
- 午前07時18分　第一砲台の前面八町の位置に進み、同砲台を砲撃。しかし同砲台からの応砲なし、唯城中の兵士が群集しているのを視認する。
- 午前07時39分　第一砲台の前面に投錨し、陸戦の準備をする。
- 午前07時43分　端艇二艘で乗り出し、同島に上陸しようとした時、第一砲台から発砲がある。上陸後八分間の激戦の後、東西北3方向から放火しながら急攻したため、城内守備兵は逃げ去り、同砲台を占拠する。
- 午前08時20分　喇叭にて退軍を命じ、総員東門の前に集合させ、人員を点検する。井上艦長も兵士の慰労のため上陸する。（日本側／負傷2名但し後に1名死亡）（朝鮮側／死者35名、捕虜16名、その他日本側にて、敵の負傷者及び婦人等の身柄を保護し、安全な場所へ誘導して解放する）
- 午前09時07分　城内に遺棄された大砲36門等の武器を戦利品として鹵獲し、民家を含め城内を焼き払う。
- 午後09時59分　戦利品の雲揚への積込みが完了する。
- 午後10時30分　島に上陸していた全兵士が雲揚に帰る。

【9月23日】 ─ 戦域の離脱 ─
- 午前11時00分　昨日積み残しの大砲を積み込み、同所を出発する。
- 午後04時15分　サリー河入り口小島前に投錨する。

【9月24日】 ─ 飲水の補給 ─
- 午前10時30分　同小島にて呑水を積み込み、抜錨する。
- 午後05時07分　天気見定めのためショーラム湾北緯36度50分50秒 東経126度10分53秒 / 北緯36.847208度 東経126.181412度へ投錨する。

### 事件は偶発か、計画的挑発か
当時においては日朝両政府とも、この事件を偶発的なものとして認識し、その認識の下で一連の条約交渉と謝罪要求が進められた（下記）。孔義植によれば「実際、軍艦雲揚号が政府の命令によって朝鮮を挑発した事を立証できる証拠はない」としているが、現代の研究者によれば首都防衛の重要拠点への軍艦の侵入という雲揚の行動は意図的な挑発行為であったと解釈するのが定説となっている。また、朝鮮側の砲撃を誘発する意図、組織的情報隠蔽の可能性について指摘する説もある。

## 事件発生後の日朝両国の対応
事件の発生を長崎に帰港した雲揚からの電報によって知らされた日本政府は一時帰国していた釜山理事官の森山茂を、長崎にて補修中だった軍艦春日に乗せて釜山へと送り、釜山草梁において在留日本人の保護に努めさせた。しかし、釜山では平穏が保たれており、朝鮮側に開戦の意図があるようには見えず、内政で日本国内が混乱している時期でもあったため、日本政府はこの事件に関してはしばらく静観の構えを取った。
一方、朝鮮国内では日本船を攻撃したという噂が流れ、釜山草梁で日本人に接する朝鮮側の人々は大いに不安に駆られていた。朝鮮政府は事件後、釜山草梁における日本人への対応を一転して丁重なものに変える等、日本側を慰撫するような動きも見られ始めた（いずれも森山の『朝鮮理事誌』による）。
事件後の1876年（明治9年）1月、対等交際と貿易の承認、釜山・江華の開港、都府と開港場間の自由往来権を得るよう指令を受けて、黒田清隆を特命全権大使、井上馨を副全権とする交渉団が6隻の艦船の護衛の下に江華府へと派遣された。朝鮮政府は開化派の司訳院堂上官呉慶錫を交渉に先立つ応接の使者に派遣するなど日本側に多大な配慮を示す対応を見せた。黒田等は派遣前の内諭によって攻撃を受けた場合の対応等も予め指示されていたが、開戦回避という一点において日朝両政府の意図は合致していたといえる。
その後、2月11日から江華島に条約交渉の席を設けた日朝両国の江華島事件に対する主張は以下の通りである（会談筆記記録による）。
＜日本側＞
- 日本政府は事前に日本国旗を渡して誤認を避けるように忠告していた[32]のに事件が発生したのは朝鮮側の怠慢ではないか。
- 黄色い旗を掲げていたという報告は受け入れがたい。
- 雲揚が日章旗（事件発生時は一旒、被攻撃後に三旒まで増やす）を揚げていたことは間違い無い。
- そもそも条約交渉が滞っていたこと（書契問題）は、事件と同程度に重大な問題である。
- 事件については朝鮮側の明確な謝罪を求める。

＜朝鮮側＞
- 朝鮮は日清両国以外の船（西洋船）が来航する場合は武力を持って打ち払うことも辞さないという政策を採っていた。（鎖国政策）
- 事件と同時期に、朝鮮国内で英国艦隊が来航するという噂があって沿岸陣地は神経を尖らせていた。
- 首都に近い江華府は尚更厳重な警戒を敷いていた。
- 事件は日本船を西洋船だと誤認したことによって発生した不幸な事故であることは明白である。
- 日本船と認識していたのなら攻撃などするはずが無い。
- 事件当時、日本船は黄色い旗を揚げていたと報告を受けている。（国際信号旗によると、本船乗組員の健康に問題なし。検疫に関する通行許可求む[要検証 – ノート]）

書契問題に関して朝鮮側は、1866年（慶応2年）末に起きた八戸事件（香港在住の日本人八戸順叔が清の新聞に征韓論の記事を載せたことから外交紛争となった事件）を持ち出して正当性を訴えたが、日本側は「八戸の虚説はすでに江戸幕府および対馬藩が否定済みである」と相手にしなかった。最終的に日本側の言い分が受け入れられ、日本側全権団が指示を受けていた内容に加えて日本側の領事裁判権が受け入れられた内容での日朝修好条規（江華条約）の締結と、江華島事件と条約交渉の停滞（書契問題）に対する謝罪文を手交する形で事件は決着した。

## 事件の影響
この事件が朝鮮政府に与えた衝撃は大きく、変革を拒否する鎖国攘夷勢力の反対をおさえて、変革を望む開国勢力が台頭する切っ掛けとなった。事件以後、朝鮮はゆっくりと開国への道を歩み始めたといえる。しかし、朝鮮が鎖国政策を廃するのは1882年（明治15年）5月に清国の斡旋によって締結された米朝修好通商条約を待たなくてはならない。
事件の結果、朝鮮が開国すると、欧米諸国も朝鮮を中国の属邦とは認めたがらなくなり、直接朝鮮と密約や条約を結んで外交関係を持つ国が出てきたため、清国は朝鮮管理をさらに強化することとなり、清国は朝鮮の第三国への公使派遣は認めるが、「全権」の二文字は使用禁止とし、「另約三論」なるものの順守を朝鮮に強要した。
1. 朝鮮公使は駐在国に赴任したら、必ず清国公使館に先報し、清国公使を経て相手国と折衝すること
2. 公使外務の席上、韓国公使は必ず清国公使の次席に座ること
3. 重要交渉がある時には清国に事前報告し、相手国に関係なく属邦体制を守ること

また江華条約を巡って日朝両国は開港地選定や関税の設定などの問題について対立することとなり、これらの対立が鎖国攘夷を唱える守旧派勢力を刺激して1882年（明治15年）7月に発生した壬午事変の遠因ともなった。